# روگاچا (لوچانی)
روگاچا (به صربی: Rogača) یک منطقهٔ مسکونی در صربستان است که در لوچانی واقع شده‌است. روگاچا ۱۱٫۰۶ کیلومتر مربع مساحت و ۲۷۷ نفر جمعیت دارد و ۴۵۳ متر بالاتر از سطح دریا واقع شده‌است.